# Généalogie médicale
 (avril 2018).
Si vous disposez d'ouvrages ou d'articles de référence ou si vous connaissez des sites web de qualité traitant du thème abordé ici, merci de compléter l'article en donnant les références utiles à sa vérifiabilité et en les liant à la section « Notes et références ».
La généalogie médicale constitue l'étude de la transmission des maladies héréditaires et génétiques par la généalogie.
Principalement orientée vers les familles porteuses de maladies transmissibles, la généalogie médicale d'un individu doit permettre d'identifier des ancêtres porteurs sur plusieurs générations. Le généalogiste prend ainsi en compte l’ensemble des antécédents médicaux et familiaux.
Dès lors qu'une maladie héréditaire ou génétique se présente dans la vie d'un individu, la généalogie médicale permet de renseigner le cheminement généalogique qu'à entrepris la pathologie. Elle intervient dans le cadre de maladies héréditaires et génétiques, de suspicions de maladies consanguines, fournis les informations indispensables lors d’une nécessité de greffe.

## Contexte d'exercice

### Études généalogiques héréditaires
Le généalogiste recense les individus porteurs, afin d'informer le médecin des membres de la famille susceptibles d'être eux-mêmes porteurs et transmetteurs de la maladie. Cette recherche permet de :
- connaître les membres susceptibles d'être porteurs ;
- fournir des renseignements médicaux complets aux médecins ;
- tester les membres de la famille susceptibles d'être atteints ;
- traiter le patient avant l'apparition des symptômes ;
- informer les futurs parents dans le cadre d'un traitement préconceptionnel ;
- Prévenir les générations futures de la nécessité d'une prévention médicale.

La généalogie médicale peut aussi intervenir dans le cadre de l'anticipation d'un don d'organe du vivant ou d'un don du sang. 
Dans l'ensemble des cas de recherches, un arbre médical permet d'établir le cheminement de la transmission des maladies héréditaires et génétiques, au sein d'une filiation en se basant sur diverses archives médicales. Contrairement à la généalogie génétique qui elle se base sur l’étude et l’analyse des tests ADN, la généalogie médicale repose principalement sur le contenu des dossiers médicaux.
L’arbre médical renseigne ainsi sur les informations biomédicales, les antécédents médicaux, les témoignages fournis par la famille.
L’arbre médical est notamment un moyen de communication à valeur sûre entre le patient, sa famille et le médecin. Il est donc principalement utilisé à des fins thérapeutiques et  de recherche clinique dans le but précis de renseigner le praticien sur l’ensemble des antécédents médicaux d’une famille.
L'arbre généalogique médical permet dans un premier temps au médecin d'appuyer son travail sur des données claires et complètes. Chacun des membres susceptibles d'être atteints sont renseignés et clairement identifiables.

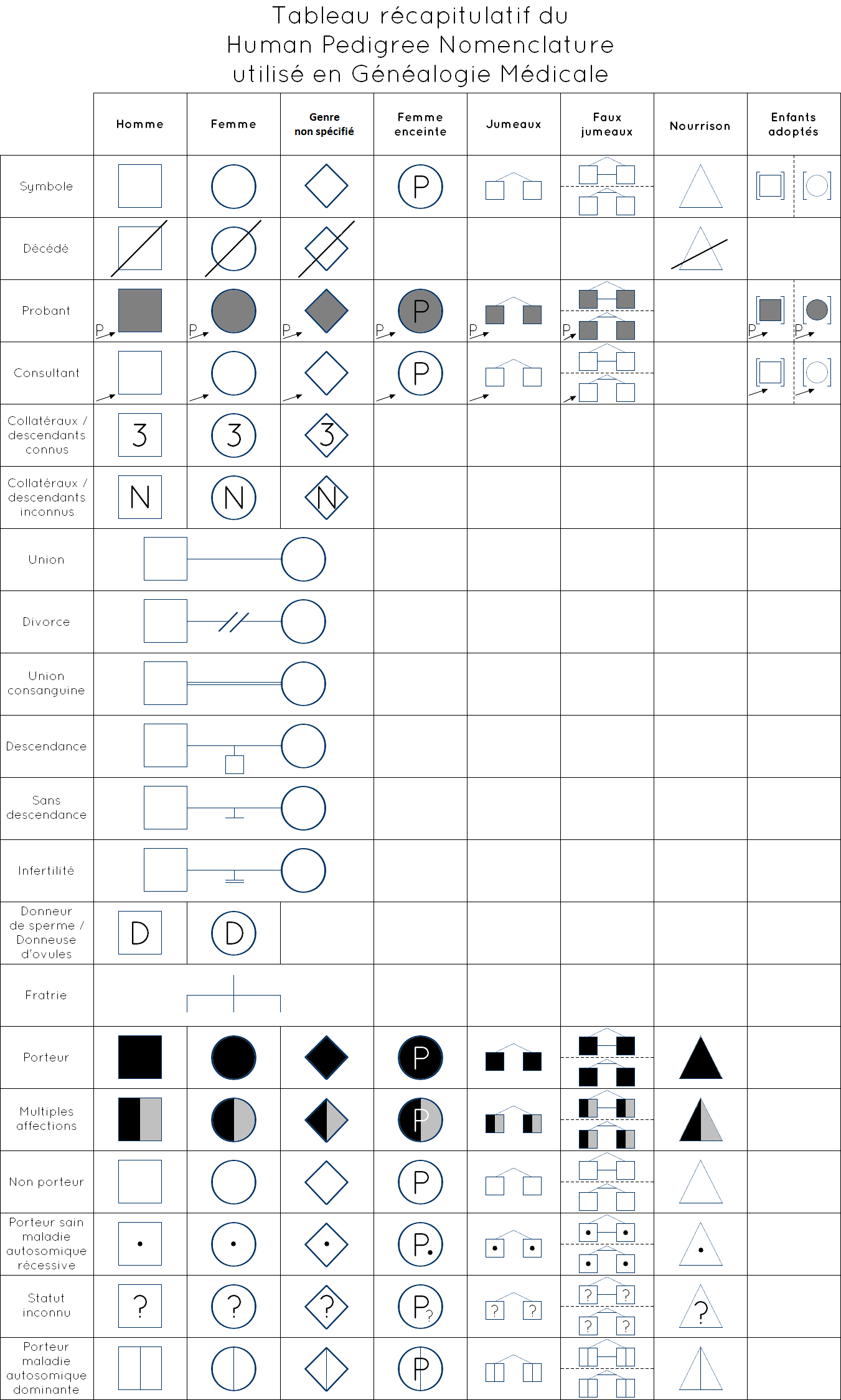
Human Pedigree Nomenclature en généalogie médicale.

### Représentation graphique
Au même titre que la généalogie, on distingue principalement deux types de généalogie :
- la généalogie ascendante, soit les ancêtres d'une personne ;
- la généalogie descendante, soit les descendants d'une personne ou d'un couple donné.

La représentation graphique des individus et de leurs liens de parenté est appelée arbre généalogique. L’arbre généalogique médical regroupe les différents liens biologiques et légaux qui unissent les membres  de la famille. 
Divergence toutefois avec la généalogie classique, dans un souci de communication avec le corps médical, la représentation visuelle des individus répond à la Human Pedigree Nomenclature. Cette convention graphique est notamment utilisée en génétique, ainsi que dans les génogrammes. Ainsi, chaque sexe et situation des individus sont définis et représentés par un symbole adéquat. Cette utilisation des symboles permet de représenter visuellement et rapidement les principales informations répétitives de l’arbre généalogique médical. Cependant, l'ensemble des symboles standardisé au sein du monde de la génétique, ne fait pas l'unanimité auprès des spécialistes. De ce fait, une légende a été étudiée et analysée pour la généalogie médicale et déposée par brevet.

### Informations et renseignements médicaux
Il s'agit des caractéristiques des membres de la famille du patient. Elles couvrent, entre autres, les renseignements démographiques (âge, sexe, etc.), les antécédents personnels (maladie, symptômes).
Si la généalogie familiale se base sur une dimension juridique, cette approche serait dangereuse et inutile lors de la construction d’un arbre généalogique médical. En effet, si un père a pu déclarer son enfant à la naissance, il n’est pas nécessairement le père biologique de cet enfant. La généalogie médicale se basant sur les antécédents médicaux, il est nécessaire de travailler au plus près de la famille biologique. Pour ce fait, la conduite à tenir est des plus délicate. À moins de bénéficier de témoignages, le secret de famille prend pour la plupart du temps une dimension inaccessible pour le généalogiste.

## Historique

### Fondement
La généalogie médicale est un projet mis en place en juin 2016 par la fondatrice Marine Leclercq-Bernard de l'entreprise Humain genealogy[réf. nécessaire].

### Antécédents de la discipline
Le premier généalogiste moderne à avoir fait le constat de la nécessité d'une alliance entre généticiens et généalogistes, se trouve être le généalogiste émérite et écrivain René Jetté. Il rédige en 1991 l'ouvrage de référence Traité de généalogie. Un chapitre est dédié à l'hérédité des maladies au sein des filiations. C’est au cœur de ce chapitre que René Jetté émet l’idée d’allier les compétences de ces deux professions, généalogistes et généticiens, collaboration permettant de pallier les absences au sein des tableaux d’ascendance. 
Au travers d’exemples généalogiques tirés de familles royales, l’auteur démontre la capacité du généalogiste à répondre à la demande médicale sur bien des points. Un arbre complet au point de vue généalogique — ascendance, descendance et collatéraux, permet aux médecins de mettre en place une prévention efficace.
Il écrit notamment dans ce traité un paragraphe visant à ouvrir le débat autour de l'utilisation limitée et trop peu exploitée de la généalogie : « La génétique médicale étudie le mode de transmission des maladies héréditaires. On peut décomposer le travail des généticiens médicaux en 5 phases: le dépistage des malades, la détermination du mode de transmission de la maladie - dominant ou récessif, l'identification de la souche responsable du gène délétère par les tables d'ascendance des malades, l'énumération des descendants de cette souche et la prévention par le Conseil de Génétique auprès des descendants à risque. Le généticien médical ne peut donc, en principe, se passer du généalogiste au cours des trois phases intermédiaires. »
Nadine Pellen est une démographe. Avec l’aide de plus de 250 généalogistes amateurs, elle réalise et étudie les arbres généalogiques de 1 287 patients atteints de mucoviscidose jusqu’au XVe siècle. Leurs ascendances, reconstruites avec le soutien des centres de généalogie, rassemblent plus de 250 000 apparentés.
Les premiers carnets de santé apparaissent dès 1868 à Montpellier, en France. Ils apparaissent d’abord sous une forme privée, d’après l’ouvrage de Jean-Baptiste Fonssagrives Le rôle des mères dans les maladies des enfants ou ce qu’elles doivent savoir pour seconder le médecin, publié l’année précédente. Cet ouvrage est un apprentissage de la méthodologie s’adressant aux mères et fait la passerelle entre les mères et les médecins de famille. Le carnet de santé est à cette heure égal à un livret de compte, restituant chaque détail de la vie du nourrisson, par la mère et non par le médecin comme nous le connaissons aujourd’hui.
En 1869, Fonssagrives publie un autre ouvrage Livret maternel pour prendre des notes sur la santé des enfants, pour les deux sexes chez l’enfant. Le but pour l’écrivain est d’inciter les familles à recueillir les informations médicales sur plusieurs générations. Le suivi des maladies héréditaires, tel que nous l’entreprenons aujourd’hui, est né.
En 1884, Francis Galton rédige au sein de son ouvrage Record of family faculties, que nous pouvons traduire en français par « fiche de facultés familiales ». Premier du genre, il permet aux familles d’effectuer eux-mêmes leur suivi héréditaire.
Le fichier BALSAC est construit à partir des actes de l’état civil du Québec — principalement des mariages. Ces actes ont été informatisés et reliés entre eux grâce à une méthodologie de jumelage des données nominatives permettant la reconstitution automatique des liens généalogiques et de la structure de la parenté de la population du Québec sur plus de quatre siècles. BALSAC couvre l’ensemble des régions du territoire québécois depuis les débuts du peuplement européen, au XVIIe siècle, jusqu’à la période contemporaine.
Ce fichier est développé depuis 45 ans à l'université du Québec à Chicoutimi en partenariat avec l'université Laval, l'université McGill et l’université de Montréal. 
BALSAC est utilisé par des chercheurs du Québec, du Canada et de l’étranger dans des domaines reliés principalement à la génétique des populations, l’épidémiologie génétique, la démographie, la géographie, la sociologie et l'histoire.

## Objectifs de la généalogie médicale
Le but recherché au sein de la généalogie médicale est aujourd’hui de prévenir de l'apparition des maladies héréditaires. L’arbre médical est destiné à être partagé à l’ensemble des membres pouvant être porteurs, ainsi qu’aux praticiens de santé. L’accès à un arbre médical évite une perte de temps, des recherches longues et souvent infructueuses, ainsi que l’éventuel oubli d’un membre lorsque la famille ne se côtoie que très peu.

### Individus concernés
La généalogie médicale peut intervenir dans deux cas :
1. La famille demande cette prévention à titre préventif, ayant connaissance de maladies héréditaires ou génétiques présentes au sein du cercle familial. Il s’agira ici d’établir l’ensemble des maladies connues et communes, définir le cheminement naturel pris par ces dites-maladies, d’établir l’âge moyen à partir duquel préventions et suivis médicaux doivent être entrepris.
2. La famille demande l’intervention de la généalogie médicale au cours d’une procédure de santé. Le généalogiste accompagnera le médecin au sein des recherches de porteurs de la maladie dans le cercle familial. Face à un praticien de santé, le généalogiste se doit de fournir une base de travail solide, constituée de l’ensemble des informations connues, du parcours médical entrepris par chaque individu, résultats des différents tests médicaux ayant été entrepris. Dès lors, le cheminement entrepris par la maladie ciblée pourra être étudiée, permettant au praticien d’exercer une prévention médicale, effectuer les tests médicaux adéquats, suivre et soigner les membres du noyau familial.

### Pathologies étudiées
La généalogie médicale peut prévenir l'ensemble des maladies connues aujourd'hui par la science moderne. Bon nombre d'entre elles ne sont pas héréditaires, génétiques, et apparaissent pour des raisons multiples, sans antécédents connus au sein de groupes familiaux.
Hors du cadre de maladies transmissibles des ascendants aux descendants, la généalogie médicale ne peut que prévenir des maladies recensées. Ceci étant, cette prévention conduit dès lors à une prise de conscience du noyau familial et peut aider en de multiples prises en charge.
Au sein du cadre de maladies transmissibles par le noyau familial, la généalogie médicale a de multiples objectifs, donc celui de prévenir et d'accompagner le patient grâce à une connaissance complète des éléments-clés à son rétablissement ainsi qu'aux soins nécessaire à celui-ci.
De ce fait, la généalogie médicale étudie la transmission des pathologies suivantes :
- génétiques : la mutation d'un gène lors de la grossesse. Le porteur devient l'individu-souche de la maladie au sein de son arbre de descendance ;
- héréditaires : la transmission s'effectue par l'un ou par les deux parents. Le porteur fait dès lors partie du cheminement entrepris par le pathogène ;
- suspicions de maladies consanguines ;
- nécessité de dons d'organes.

Chaque membre de la famille pourra ainsi comprendre l’origine de la maladie et le cheminement héréditaire pris par le gène.

### Corps médical
La généalogie médicale peut être un apport en renseignements importants pour les médecins et la personne malade : compréhension du cheminement, origine de la maladie, identification des membres porteurs de la famille, l’utilité ou non pour les générations à venir d’un suivi médical. 
La généalogie médicale ne fait qu’appuyer, anticiper ou prévenir le diagnostic génétique qui permet d’identifier la présence d’une maladie ou de facteurs de prédisposition à cette dernière, en se basant sur les diagnostics médicaux passés ou effectués par les patients au moment de la recherche.
En reprenant ainsi des diagnostics formels sur la présence d’une maladie héréditaire, le généalogiste peut attester l’existence de la maladie au sein du noyau familial. Ainsi, les cercles familiaux peuvent transmettre les informations aux membres contemporains, mais aussi aux futures générations, qui n’auront que trop peu de facilité à oublier la présence de cette maladie, du fait de l’écart de temps entre le diagnostic et l’âge où ils auront eux-mêmes besoin de cette information, quelquefois cruciale.
Par la suite, la démarche généalogique systématique doit permettre un suivi complet et sans encombre du noyau familial. Ce suivi généalogique médical propose une solution permanente d’une coopération entre médecins et membres de la famille, dans un contexte encore frais de secret de famille et de difficulté de suivi face aux maladies héréditaires.
Médecins et généticiens ont face aux maladies génétiques et héréditaires, un même protocole : 
- 1re phase : Dépistage de la maladie ;
- 2e phase : Détermination du mode de transmission – dominante ou récessive ;
- 3e phase : Identification de la souche responsable par table d’ascendance des malades ;
- 4e phase : Énumération des ascendants concernés par le cheminement pathologique ;
- 5e : Prévention des membres à risque par le Conseil Génétique.

## Législation française
Bien que la généalogie médicale ne soit pas un domaine visé par une législation brute, la généalogie médicale se doit de répondre à de nombreuses conditions afin de pouvoir être exercé. Deux notions sont à prendre en compte dans l’exercice du métier de généalogiste médical : en effet un des pans principaux englobant l'exercice de la Généalogique Médicale se trouve être le secret médical et la discrétion professionnelle.

### Secret médical
Le secret médical concerne toutes les informations confiées, mais aussi tout ce qui a pu être vu, entendu et compris. Cette notion est réglementée par les articles 226-13 et 226-14 du Code pénal. 
Le Code de la Santé Publique précise dans son article L1110-4 qu’ « Il s'impose à tout professionnel de santé, ainsi qu'à tous les professionnels intervenant dans le système de santé ». Le généalogiste est donc ici concerné.  
Le secret médical n’est pas délié après la mort du patient et le délit de violation du secret est réglementé par l’article 226-13 du Code pénal. Le généalogiste peut également encourir des sanctions disciplinaires et civiles (préjudice).

### Déontologie
La discrétion professionnelle impose naturellement au généalogiste médical de ne divulguer aucune des informations découvertes au cours de ses recherches et ce quelle qu’en soit la source.

### Webographie
- Fichier BALSAC, Fichier de population, consulté le 19 avril 2018
- Généa-Logiques, La généalogie au service de la médecine : entretien avec la spécialiste Marine Leclercq-Bernard
- Humain Genealogy, Qu'est-ce que la généalogie médicale ?